# Garden leave
Garden leave, или Командировка в сад, — специфическая практика, существующая в Великобритании, Австралии и Новой Зеландии, при которой сотрудник, уже уведомлённый об увольнении, в течение некоторого времени сохраняет свою позицию и заработную плату в компании, но не допускается непосредственно к работе.
Такой подход часто применяется, если существует угроза перехода сотрудника к конкурентам, что позволяет скрыть наиболее актуальную и чувствительную для компании информацию от сотрудника. Во время «Командировки в сад» сотрудник полностью сохраняет как свою заработную плату, так и все обязательства, включая соглашение о неразглашении конфиденциальной информации.
Термин Garden leave появился в среде британской гражданской службы (англ. British Civil Service), служащие которой имеют право запросить специальный отпуск на чрезвычайные цели. Garden leave стал эвфемизмом ситуации «приостановленного» рабочего контракта, например, на время проведения расследования нарушения, во время которого сотрудника обычно отстраняли от службы и запрещали появляться на рабочем месте. Термин стал особенно популярным в 1986 году после выхода в эфир BBC серии «Один из нас» (англ. One Of Us) ситкома «Да, господин премьер-министр» (англ. Yes, Prime Minister).
Этот же термин иногда применяется в случаях аналогичных действий, применяемых к сотруднику в случае дисциплинарных проступков, временного отсутствия задач, или когда в силу некоторых причин, например, нежелательной публичной огласки, присутствие на работе сотрудника может нанести вред компании.